# 2004 Real Football
2004 Real Football es un videojuego de deportes desarrollado por Gameloft Beijing y publicado por Gameloft para teléfonos móviles con J2ME. Es el primer juego de la serie Real Football.

## Jugabilidad
2004 Real Football es un juego en 2D con controles básicos: tres botones para realizar un pase corto, un pase largo y un tiro (cara de ataque), y entradas (fase de defensa), mientras que las otras teclas controlan el movimiento. Los jugadores activos que no están en posesión del balón son seleccionados automáticamente cuando están cerca.
El juego se centra en naciones y todos los jugadores tienen licencia completa. Hay tres modos de juego disponibles: Exhibición, Copa Internacional y Copa de Europa. Previo a una partida se puede seleccionar la duración, la dificultad y el grupo. Cada jugador tiene una posición específica y estadísticas basadas en cuatro valores: Ataque, Defensa, Velocidad y Reacción.